# Согласие (Карачевский район)
Согласие — посёлок в Карачевском районе Брянской области, в составе Карачевского городского поселения. 

Расположен в 3 км к юго-западу от окраины города Карачева. Население — 623 человека (2010).
Имеется отделение почтовой связи, сельская библиотека.

## История
Основан в 1920-х гг. как одноимённый совхоз. До 2005 года входил в Бережанский сельсовет (с 1990-х гг. — его административный центр).
| Годы      | 1926 | 1979 | 1989 | 2002 | 2010 |
| --------- | ---- | ---- | ---- | ---- | ---- |
| Население | 53   | 219  | 520  | 666  | 623  |